# Боаси ле Репо
Боаси ле Репо (фр. Boissy-le-Repos) насеље је и општина у североисточној Француској у региону Шампањ-Арден, у департману Марна која припада префектури Еперне.
По подацима из 2011. године у општини је живело 202 становника, а густина насељености је износила 13,2 становника/km². Општина се простире на површини од 15,3 km². Налази се на средњој надморској висини од 160 метара.

## Демографија
| 1962. | 1968. | 1975. | 1982. | 1990. | 1999. | 2011. |
| ----- | ----- | ----- | ----- | ----- | ----- | ----- |
| 89    | 121   | 123   | 129   | 154   | 180   | 202   |

График промене броја становника у току последњих година